# Ашанинка
 Тази статия е за етническата група.  За езика вижте Ашанинка (език).  
Ашанинка (Asháninka) е индианска етническа група в Перу, обитаваща горите на регионите Хунин, Паско, Хуануко и Укаяли. В края на 20 век част от ашанинка се изселват, заради гражданската война, в близкия бразилски щат Акри, където днес живеят около 600 от тях. Общата численост на ашанинка се оценява на между 25 и 45 хиляди души, което ги прави най-голямата индианска етническа група в перуанската част на Амазония. Говореният от тях език ашанинка е част от аравакското семейство.